# Sexual Harassment Panda
«Sexual Harassment Panda» («El panda del acoso sexual» en Hispanoamérica y en España) es el sexto episodio de la tercera temporada de South Park.

## Trama
La clase del señor Garrison es visitada por una mascota, "Petey, el panda del acoso sexual" con el fin de educar a los niños. Durante la visita Stan llama a Cartman "lame culos", quien inspirado por el curso demanda a Stan por "acoso sexual". Gerald Broflofski, el padre de Kyle es su abogado y obtiene la mitad de las posesiones de Stan, pero también motiva a Cartman (y luego a otros) para que demanden tanto a maestros como a las escuelas obteniendo así mucho dinero y desatando un caos en South Park.
Las inmensas indemnizaciones hacen que los presupuestos escolares tengan que recortarse y el panda es despedido. Incapaz de encontrar un nuevo trabajo como mascota, y negándose a quitarse el traje debido a la genuina creencia de que es un verdadero panda, Petey se va a la isla de las mascotas inadaptadas, donde se hallan otras mascotas sin credibilidad y que también piensan que son los animales que representan. 
Los chicos están preocupados por los resultados negativos de las demandas y deciden buscar al panda para que regrese y de un nuevo mensaje para que la gente no se demande todo el tiempo. Mientras Gerald se dispone a llevar a cabo el mayor caso de demanda por acoso sexual de la historia: "todos contra todos" con el que, independientemente del resultado, ganara mucho dinero.
En ese momento Petey aparece como "el panda de no demanda" y da un discurso donde les dice a todos que no deben demandarse porque esto solo daña a las escuelas y resta dinero a las instituciones y a los bonificadores mismos.
El público está conmovido y proponen demandar a Gerald, quien rápidamente les dice que no deben dejarse corromper por el dinero y que no presentara más demandas.
El episodio concluye con «Petey, "el panda de no demanda"» dando un discurso a los televidentes de que no deben demandar por dinero, ya que esto puede traer repercusiones.

## Muerte de Kenny
- Kenny muere a causa de que tenía un imán en la mano y es atraído hacia un ventilador gigante.